# Okręty ratownicze projektu 12
Okręty ratownicze projektu 12 – seria polskich okrętów ratowniczych Marynarki Wojennej z okresu zimnej wojny, obejmująca cztery okręty o oznaczeniach R-20 – R-23, w służbie od 1955 roku do początku lat 80. Jeden z nich był sprzedany następnie dla marynarki Indonezji. Były pierwszymi wyspecjalizowanymi okrętami ratowniczymi polskiej floty. Projekt powstał na bazie budowanych w Polsce lugrotrawlerów rybackich.

## Historia
Okręty wywodziły się z zaprojektowanej w Polsce i budowanej w Stoczni Północnej w Gdańsku serii lugrotrawlerów typu B-11, której ulepszeniem był typ B-17. Jako statki rybackie, serie te nie cieszyły się dobrą opinią ze względu na problemy ze statecznością. W toku budowy cztery kadłuby typu B-17 (według części publikacji, B-11) zostały zakupione dla Marynarki Wojennej i ukończone jako okręty ratownicze. Zmieniony projekt o numerze 12 opracowano w Centralnym Biurze Konstrukcji Okrętowych nr 2.
Wszystkie cztery jednostki projektu 12 weszły do służby między marcem a czerwcem 1955 roku. Początkowo nosiły oznaczenia AR-20 – AR-23, 20 września 1959 roku zmienione na R-20 – R-23. Stały się pierwszymi wyspecjalizowanymi pełnomorskimi okrętami ratowniczymi polskiej floty. Podobny statek ratowniczy został w 1957 roku zaadaptowany z lugrotrawlera typu B-11 „Czapla” dla Polskiego Ratownictwa Okrętowego.

## Okręty
| Okręt       | Nr budowy | Wejście do służby | Podniesienie bandery | Wycofanie z MW  |
| ----------- | --------- | ----------------- | -------------------- | --------------- |
| AR-20, R-20 | S-345     | ?                 | 27 marca 1955        | 31 grudnia 1961 |
| AR-21, R-21 | S-343     | 20 kwietnia 1955  | 22 maja 1955         | 31 grudnia 1982 |
| AR-22, R-22 | S-346     | 18 maja 1955      | 22 maja 1955         | 31 grudnia 1982 |
| AR-23, R-23 | S-344     | 24 maja 1955      | 12 czerwca 1955      | 31 grudnia 1983 |
| źródło:     |           |                   |                      |                 |

## Opis

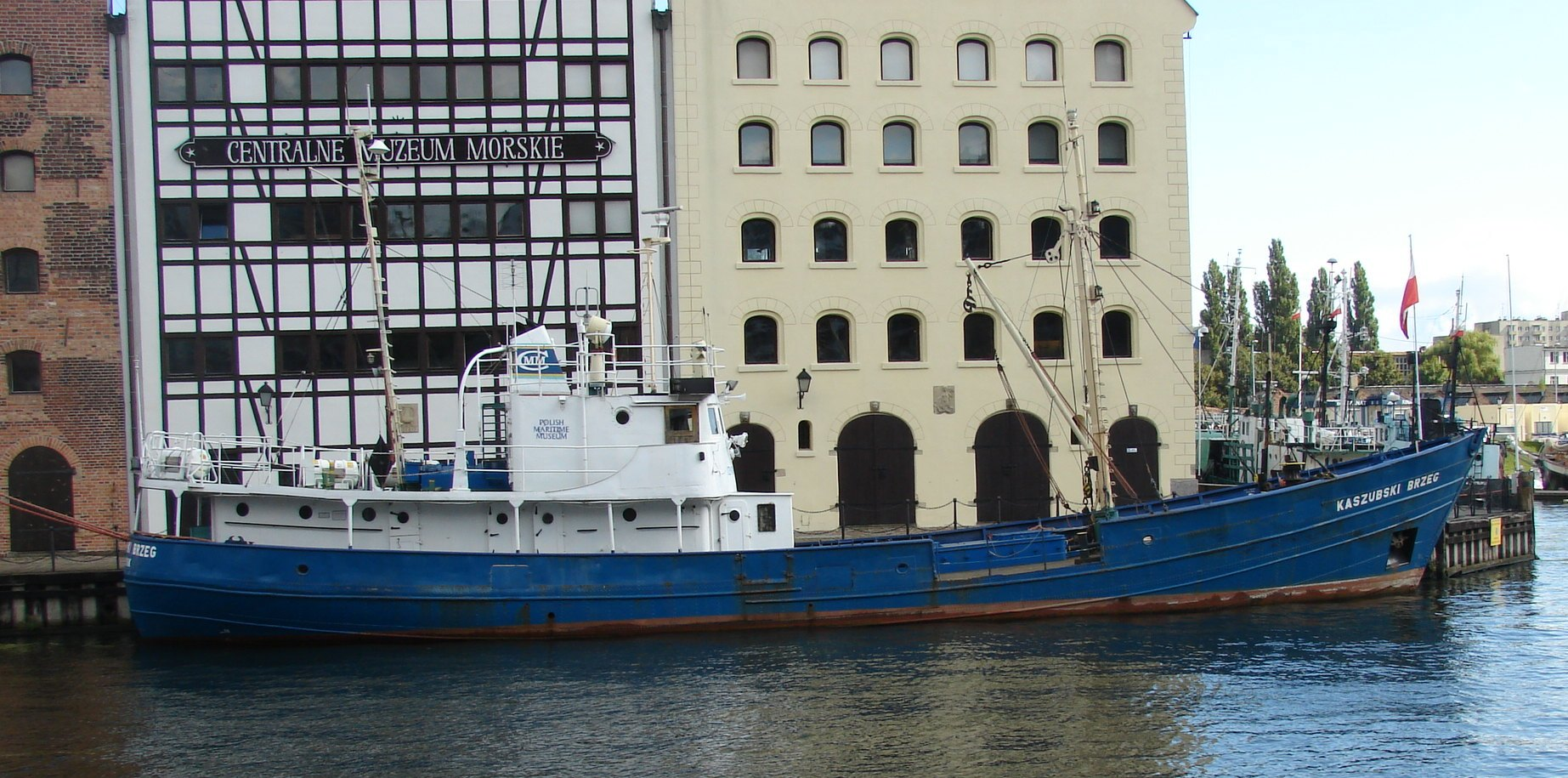
R-22 jako statek „Kaszubski Brzeg”

Okręty miały konstrukcję i architekturę typowych statków rybackich, z nadbudówką na rufie. Kadłub był stalowy, mieszanej konstrukcji spawano-nitowanej. Wyporność standardowa wynosiła 300 ton, a pełna 311 ton. Kadłub miał długość 32,57 m, szerokość 6,74 m i zanurzenie 3,46 m. Napęd  stanowił jeden silnik wysokoprężny Buckau Wolf R8DV136 o mocy 300 KM, napędzający jedną śrubę. Okręty rozwijały prędkość 9,7 węzła. Zasięg wynosił 3400 Mm.
Okręty miały dość bogate wyposażenie specjalistyczne, w skład którego wchodziły dwie przenośne pompy o wydajności 50 t/h, służące jako sprzęt przeciwpożarowy oraz do wypompowywania wody z ratowanych jednostek. Miały także podstawowy sprzęt awaryjny służący do prowizorycznej naprawy uszkodzeń kadłubów, także podwodnych. W tym celu posiadały wyposażenie do prac nurkowych, w tym trzy sprężarki. Nie posiadały sprzętu do ratowania załóg okrętów podwodnych. Mogły prowadzić akcje ratunkowe na pełnym morzu, aczkolwiek ich dzielność morska nie była najlepsza, co ograniczało zastosowanie w złych warunkach pogodowych.

## Służba
Okręty weszły do służby w składzie Oddziału Awaryjno-Ratowniczego Marynarki Wojennej, przemianowanego 20 września 1959 roku na Oddział Ratowniczy. Zmianie towarzyszyła zmiana oznaczeń okrętów z AR na R. W 1961 roku wycofano R-20 w związku ze sprzedażą Indonezji (formalnie 31 grudnia 1961 roku). W 1964 roku na bazie Oddziału powstał 41 Dywizjon Okrętów Ratowniczych w Porcie Wojennym Gdynia, w którego skład wchodziły okręty R-21 i R-23. R-22 został natomiast w 1967 roku przebazowany do Świnoujścia, w skład 42 Dywizjonu Pomocniczych Jednostek Pływających. R-21 i R-22 wycofano 31 grudnia 1982 roku, a R-23 31 grudnia 1983 roku.
W 1959 roku zainteresowanie zakupem dwóch, a ostatecznie jednego okrętu ratowniczego wyraziła Indonezja. W 1960 roku R-20 został przebudowany w Stoczni Marynarki Wojennej, między innymi zamontowano stację hydrolokacyjną Tamir-11M. Próby morskie prowadzono 10 sierpnia 1961, a pod koniec sierpnia R-20 pod cywilną nazwą „Cietrzew” i w barwach PRO wypłynął do Indonezji. 21 października 1960 roku nastąpiła zmiana bandery na indonezyjską, a 30 października formalne przekazanie okrętu.
Po wycofaniu ze służby, R-21 został 3 lutego 1983 roku przekazany Lidze Morskiej, gdzie był używany pod nazwą „Podwodnik”. R-22 został natomiast przekazany dla potrzeb Centralnego Muzeum Morskiego, służąc jako statek badawczy RV „Kaszubski Brzeg” dla potrzeb archeologii podmorskiej. W 2009 roku został sprzedany stoczni YBM Shipyards i był nadal używany do prac nurkowych i turystyki nurkowej.